# Suka Damai (Pante Bidari)
Suka Damai is een bestuurslaag in het regentschap Aceh Timur van de provincie Atjeh, Indonesië. Suka Damai telt 239 inwoners (volkstelling 2010).